# セルゲイ・リジコフ (サッカー選手)
セルゲイ・ヴィクトロヴィッチ・リジコフ（Sergei Viktorovich RYZHIKOV、1980年9月19日 - ）は、ロシアのサッカー選手。ポジションはゴールキーパー。

## 来歴

### クラブ
1999年、サリュト・エネルギア・ベルゴロード（現在のFCサリュート・ベルゴロド）でプロデビュー。2005年に所属したFCアンジ・マハチカラではチームMVPに輝いた。アンジでの活躍が認められ、2006年にFCロコモティフ・モスクワに加入するが、控えGKに甘んじ、2007年途中にFCトム・トムスクにレンタル移籍する。2007年11月22日、FCルビン・カザンへ完全移籍。1年目から正守護神として活躍し、チームも圧倒的な強さでリーグ初優勝に貢献した。
2018年8月1日、10シーズンを過ごしたルビン・カザンを離れ、クリリヤ・ソヴェトフ・サマーラに2年契約で移籍した。

### 代表
ロシア代表としては、2008年9月のウェールズ戦でA代表初招集。初招集から2年半後の2011年3月29日のカタールとの親善試合でA代表デビューを飾った。ファビオ・カペッロ体制ではいまだ出場機会に恵まれていないが、第3GKとして2014 FIFAワールドカップのエントリーメンバー23人に選出された。

## 人物
- 弟もプロのゴールキーパーとして活躍しているアンドレイ・リジコフ（Andrei RYZHIKOV、1988年3月10日 - ）。
- 既婚者であり、1男2女の父親である。
- 幼少期は右ウイングでプレーしていた。

## 代表歴

### 出場大会
- ロシア代表
  - 2014 FIFAワールドカップ

### 試合数
- 国際Aマッチ 1試合 0得点（2011年）[1]

| ロシア代表 | 国際Aマッチ | 国際Aマッチ |
| 年         | 出場        | 得点        |
| ---------- | ----------- | ----------- |
| 2011       | 1           | 0           |
| 通算       | 1           | 0           |

## 獲得タイトル
- FCロコモティフ・モスクワ
  - ロシア・カップ：1回 (2007)

- FCルビン・カザン
  - ロシアサッカー・プレミアリーグ：2回 (2008, 2009)